# Sigit Soepadi
Sigit Soepadi es un deportista indonesio que compitió en bolos sobre hierba adaptado. Ganó una medalla de bronce en los Juegos Paralímpicos de Arnhem 1980 en la prueba individual (clase E).

## Palmarés internacional
| Juegos Paralímpicos | Juegos Paralímpicos   | Juegos Paralímpicos | Juegos Paralímpicos |
| Año                 | Lugar                 | Medalla             | Prueba              |
| ------------------- | --------------------- | ------------------- | ------------------- |
| 1980                | Arnhem (Países Bajos) | Medalla de bronce   | Individual E        |